# Asparagus taliensis
Asparagus taliensis är en sparrisväxtart som beskrevs av Fa Tsuan Wang, Tang och Sing Chi Chen. Asparagus taliensis ingår i släktet sparrisar, och familjen sparrisväxter. Inga underarter finns listade i Catalogue of Life.